# ЧМЕ3
Тепловоз ЧМЕ3 (рос. ЧМЭ3, Чехословацький Маневровий тепловоз з Електричною передачею, 3-й тип) — маневровий тепловоз з осьовою формулою 3О−3О, виготовлений в Чехословаччині. 1963—1988 виготовлено 6026 локомотивів.
Станом на 2009 тепловози ЧМЕ3 (особливо в Росії і в Україні) крім своїх основних функцій, часто використовуються, як локомотиви приміських поїздів на коротких малозадіяних ділянках
Оскільки локомотив виконаний в габариті європейської колії, багато тепловозів серії використовують в прикордонних районах України, Білорусі, Росії та балтійських країн, де перетинаються колії 1520 і 1435 мм. Наприклад на станціях Чоп, Вадул-Сірет, Гродно (ЧМЕ3-4165 [Архівовано 16 липня 2015 у Wayback Machine.]), Брест та ін.

## Історія

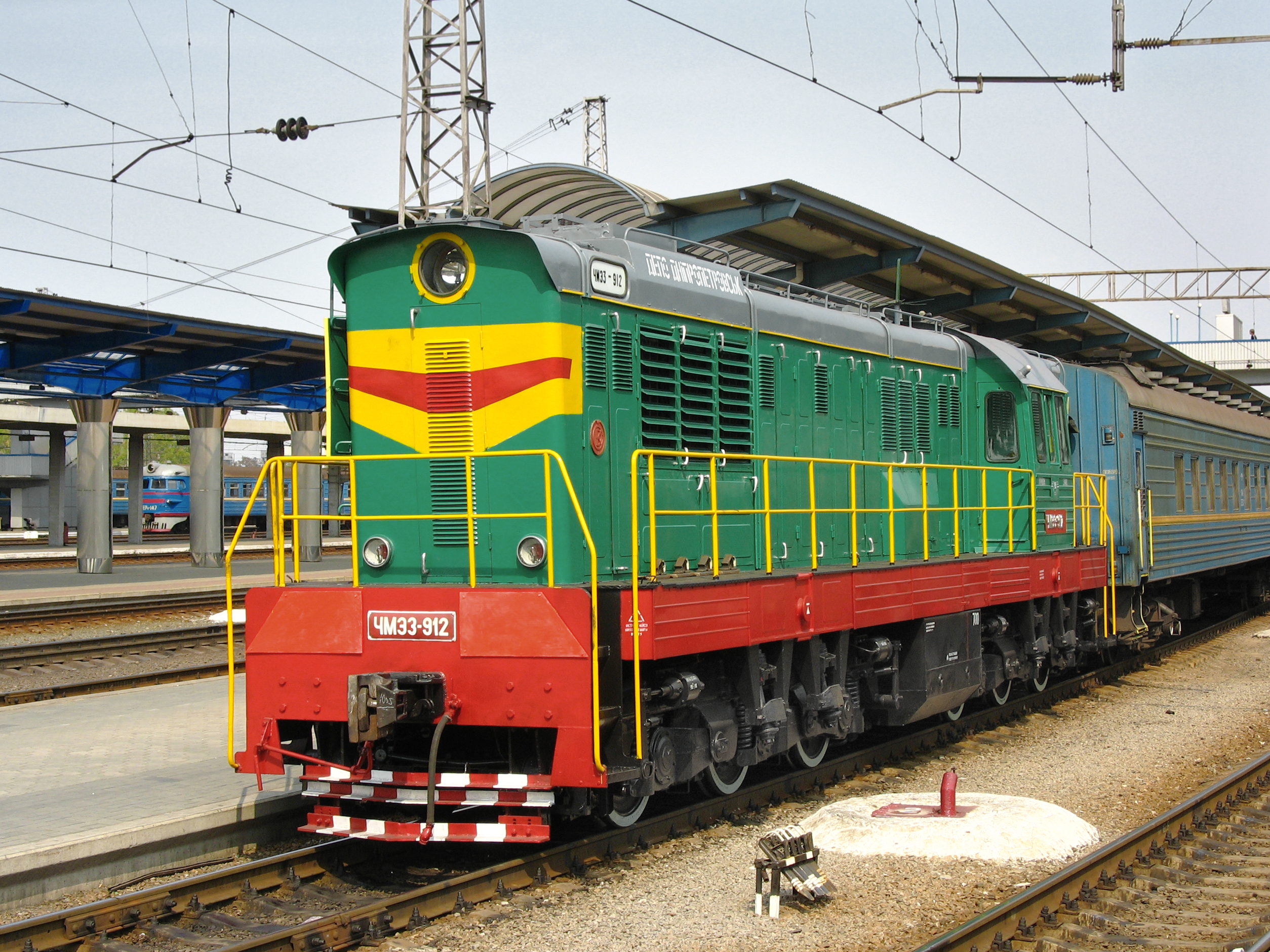
Тепловоз ЧМЕ3-912, Дніпро-Головний

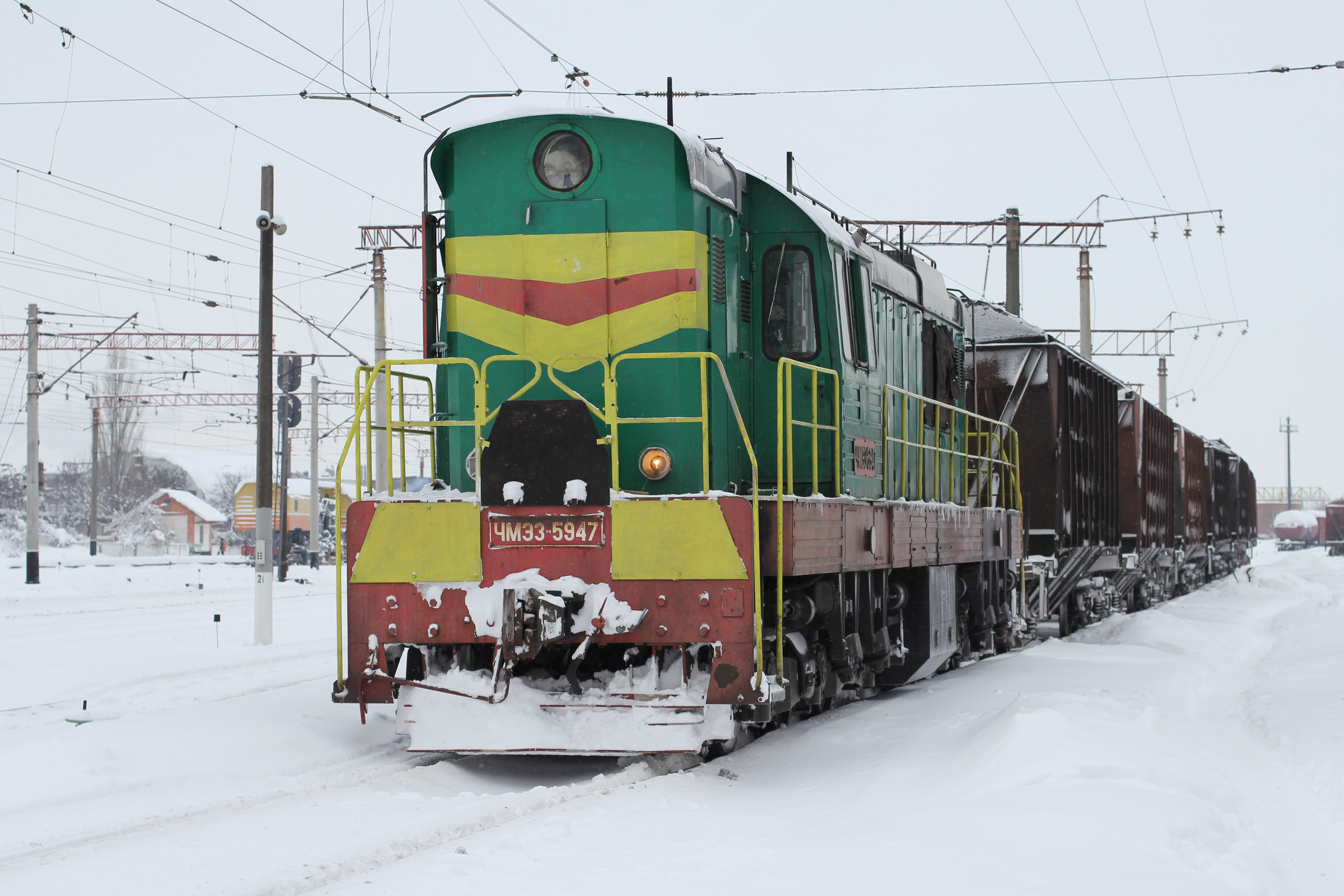
Маневровий тепловоз ЧМЕ3-5947 на станції Вінниця

Недостатня потужність і зчіпна маса ЧМЕ2 під час маневрової роботи з вантажними поїздами призвели до необхідності проектування і побудови на заводі ČKD потужніших тепловозів. Було вирішено збудувати шестивісні маневрові тепловози з електричною передачею для залізниць СРСР. В кінці 1963 побудували три дослідні локомотиви, які отримали позначення ЧМЕ3.
Потужність дизельного двигуна збільшили з 750 к.с. на ЧМЕ2 (модель 6S310-DR) до 1350 к.с. (модель K6S310DR).
В радянському Союзі дослідні тепловози ЧМЕ3 направили для маневрової роботи на станцію Любліно Московської залізниці. З 1965 заводи ČKD-Прага розпочали масштабне виробництво ЧМЕ3 для поставки до СРСР.

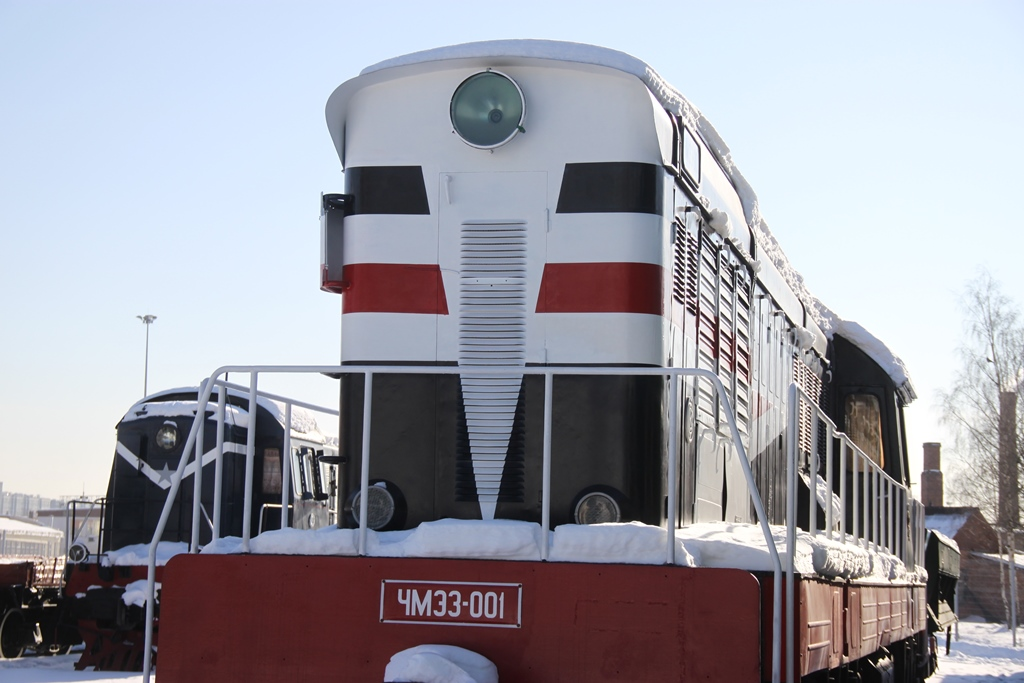
Перший тепловоз серії — ЧМЕ3-001 в оригінальному забарвленні, музей у Санкт-Петербурзі

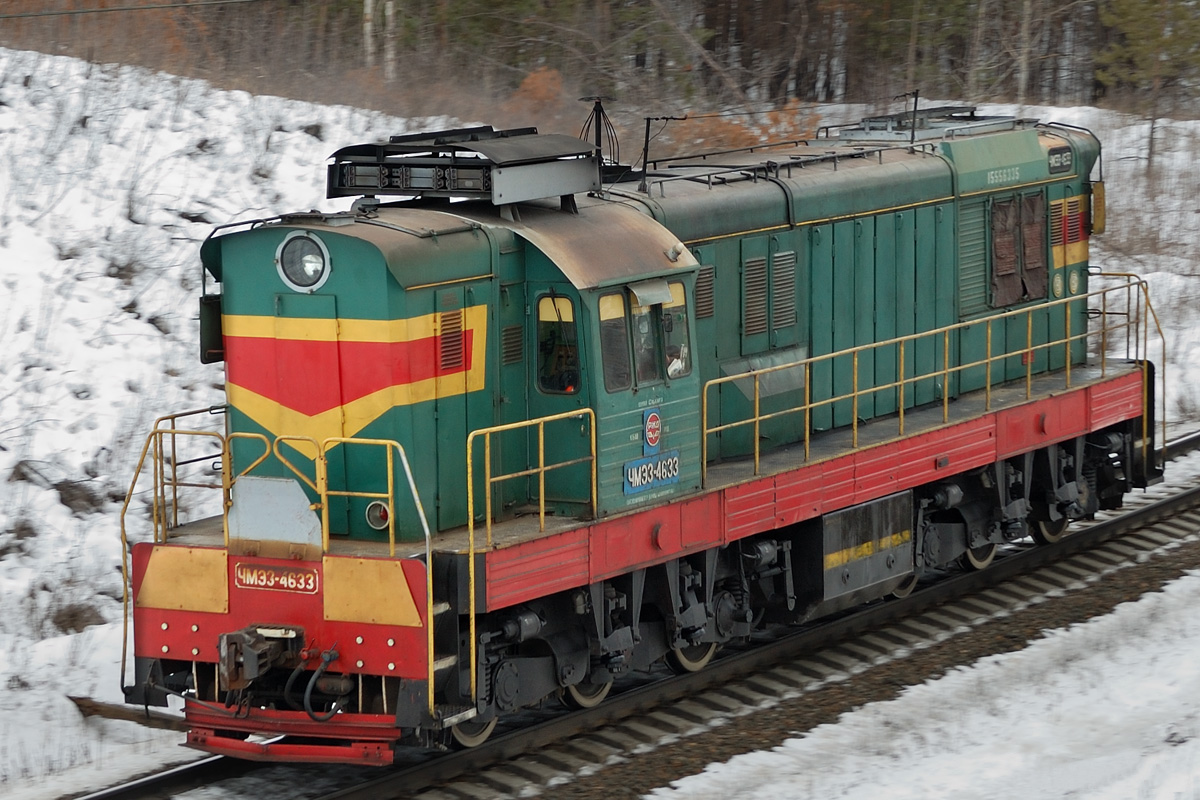
Тепловоз ЧМЕ3-4633

Надалі в конструкцію тепловоза вносили окремі зміни, наприклад, встановили обладнання, яке дозволяло керувати тепловозом одноосібно. З номера 3775 змінили висоту даху кабіни — він став на одному рівні з капотами.
1971 виготовили тисячний тепловоз ЧМЕ3, а в жовтні 1975 чеське підприємство виготовило двотисячний екземпляр ЧМЕ3. Тепловоз ЧМЕ3-2000 направили для роботи в локомотивне депо Любліно Московської залізниці, де з 1965 вже працював ЧМЕ3-001.
В липні 1979-го завод виготовив тритисячний тепловоз, а у вересні 1982 — чотиритисячний, п'ятитисячну машину виготовили в листопаді 1985-го.
Тепловози ЧМЕ3 випускалися до 1987, після чого почався випуск модифікацій — ЧМЕ3М, ЧМЕ3Т, ЧМЕ3Е (рос. ЧМЭ3Э).
Всього для СРСР побудували 7454 тепловози ЧМЕ3 (з урахуванням модифікацій) — ЧМЕ3Е (з електронними блоками в колах управління, будувалися 1987—1989) і ЧМЕ3Т (з електродинамічним гальмом, будувалися 1984—1991).
1991 ЧМЕ3-0001 передали до залізничного музею Варшавського вокзалу в Санкт-Петербурзі.
Останній тепловоз ЧМЕ3Т−7454, призначений для СРСР, перетнув кордон 31 грудня 1991.
1992 Україна замовила п'ять ЧМЕ3Т з номерами 7455-7459, але закупила два — 7455 і 7456 (1994 року випуску) — вони надійшли в експлуатацію до київського депо Дарниця Південно-Західної залізниці. 7457-ий закупило одне з підприємств Ярославля (РФ), а останні — 7458 і 7459 — надійшли в Естонське депо Таллінн.

## Модифікації

### ЧМЕ3М
Для підвищення економічності тепловоза ЧМЕ3 конструкторам довелося зайнятися перепроектуванням машини. За новим проектом 1977 побудували два дослідні тепловози ЧМЕ3М. Після випробувань вони надійшли для дослідної експлуатації в депо Любліно.
Потужність двигуна зросла до 1500 к.с., суттєвих змін зазнала електрична частина тепловоза, змінили деякі параметри конструкції (довжина рами, ширина колісної бази візків). Службова маса тепловоза збільшилась з 123 до 126 т, запас палива збільшився з 5000 до 6000 кг. Максимальна швидкість зросла на 15 км/год, з 85 до 100 км/год.
Виготовили лише два екземпляри ЧМЕ3М, але застосоване на них електронне обладнання і нові конструкторські рішення вузлів і деталей надалі використовувалися при створенні тепловозів ЧМЕ3Т і ЧМЕ5.

### ЧМЕ3Е

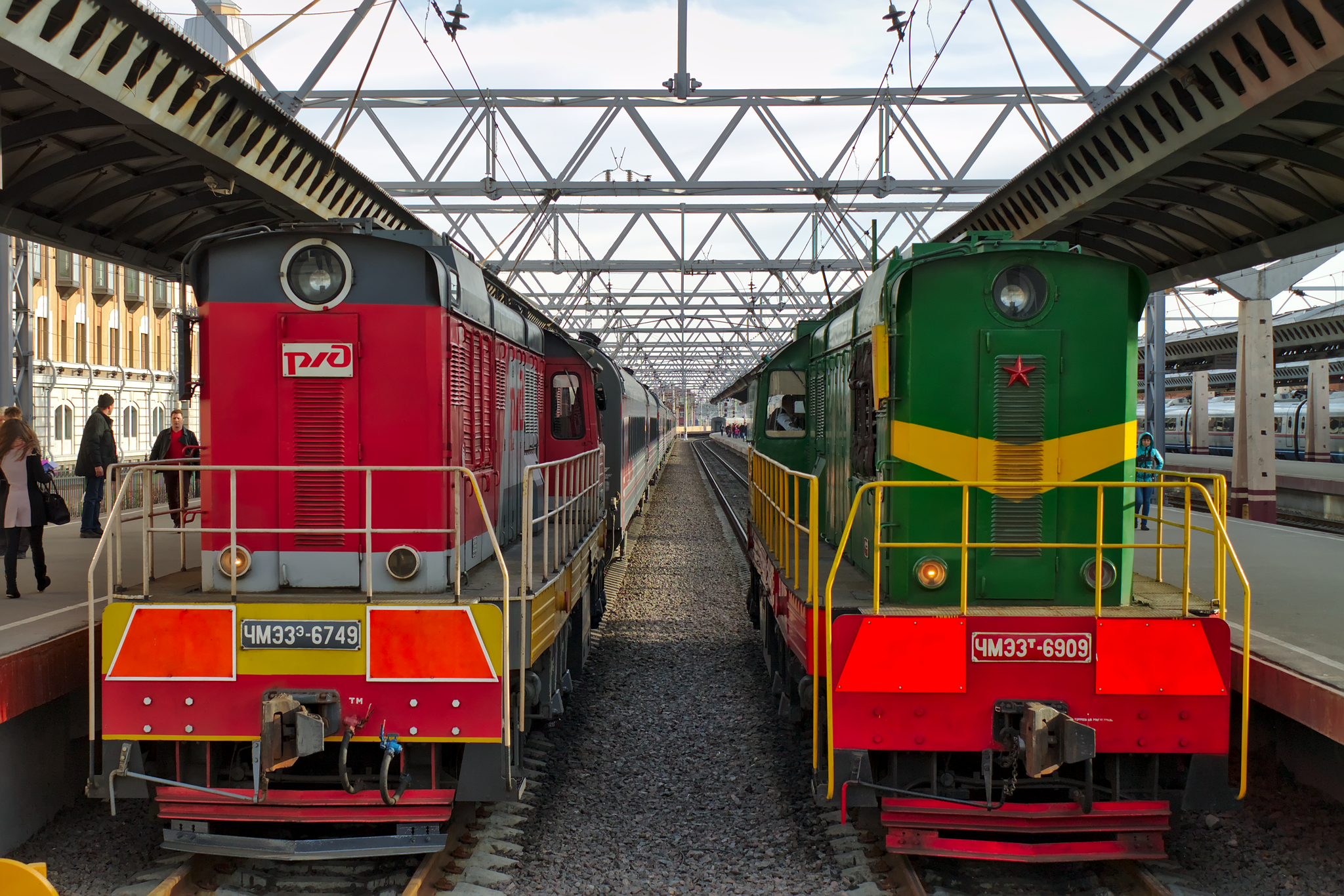
Дві модифікації тепловоза ЧМЕ3 поруч: ЧМЕ3Е і ЧМЕ3Т

1987 почався випуск тепловозів ЧМЕ3Е. На тепловозах ЧМЕ3Е так як, і на ЧМЕ3Т, встановлене електронне обладнання, яке забезпечує реалізацію максимальної потужності дизеля на низькій частоті обертання валу, яке не було встановлене на тепловозах ЧМЕ3, але відсутнє реостатне гальмо.
1987 дослідний ЧМЕ3Е № 5932 надійшов до СРСР. В 1987—1989 здійснювалася поставка тепловозів серії ЧМЕ3Е. 1988 поставили дослідну партію з 25 локомотивів (№ 6220-6244). 1989 поставили 220 локомотивів (№ 6665-6884).
Зовнішній вигляд тепловозу нічим не відрізняється від ЧМЕ3.

### ЧМЕ3Т

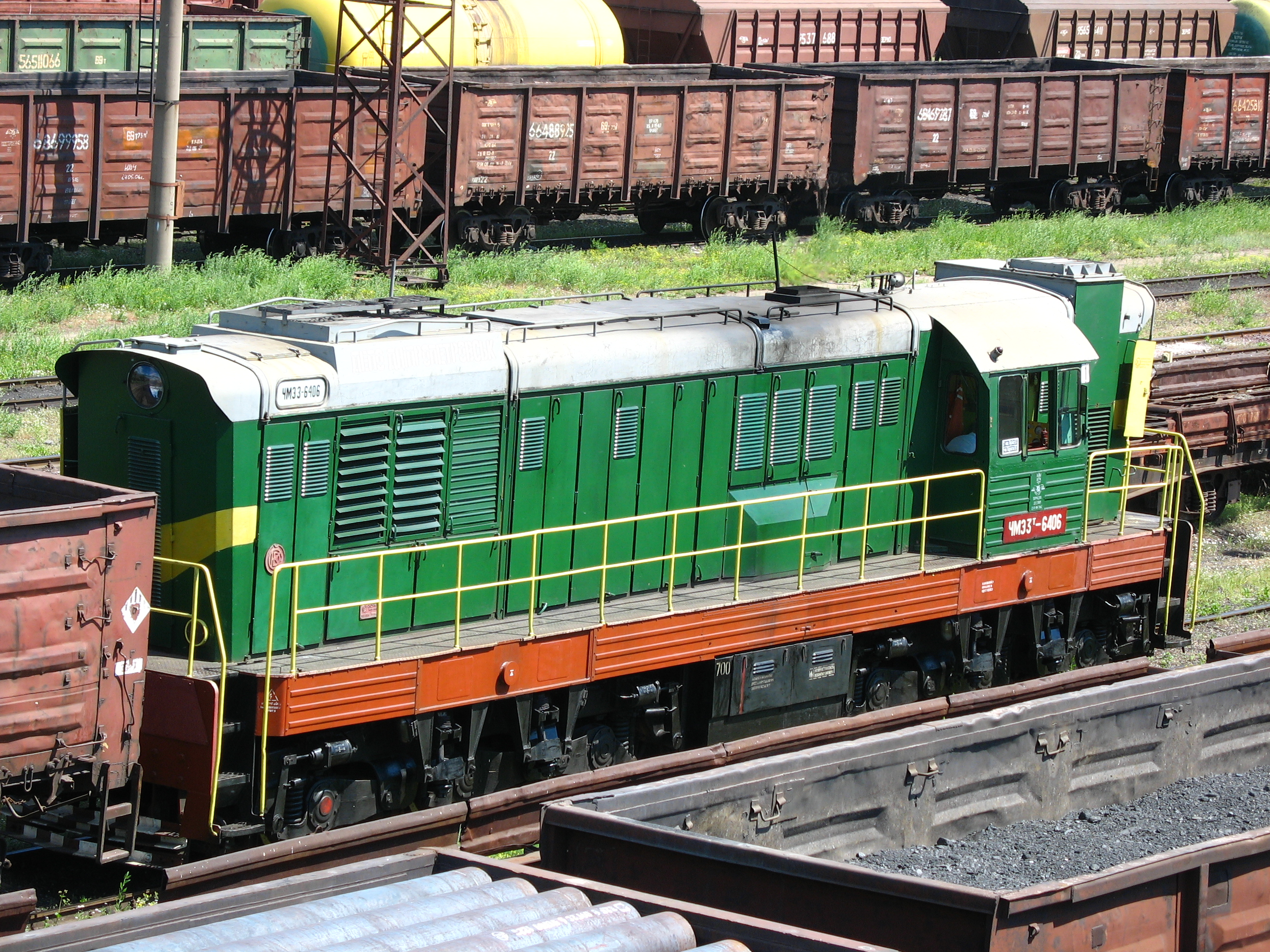
ЧМЕ3Т−5834, Дніпро

1984 завод «Локомотивка-Соколово» побудував два дослідних тепловоза ЧМЕ3Т з реостатним (електродинамічним) гальмуванням (№ 4385 і 4596) і електронним обладнанням для реалізації максимальної потужності дизельного двигуна на низькій частоті обертання вала. Загалом конструкція практично ідентична ЧМЕ3.
Маса тепловоза ЧМЕ3Т (123 т), номінальна потужність (1350 к.с) і максимальна швидкість аналогічна тепловозу ЧМЕ3. Позитивні результати випробувань перших екземплярів стали основою для виготовлення 1985 дослідної партії з 20 тепловозів ЧМЕ3Т. Згодом розпочалося масштабне виробництво даної модифікації. Загалом на залізницях колишнього СРСР працює 1167 локомотивів серії ЧМЕ3Т.
Зовні ЧМЕ3Т нічим не відрізняється від стандартного ЧМЕ3, крім обладнання реостатного гальма на даху (№ 5070-5089) або невеликого квадратного виступу на задньому капоті (вихлоп гальмівного реостата), а також відсіками з перенесеної з заднього капота акумуляторної батареї з боків паливного бака.

## Галерея

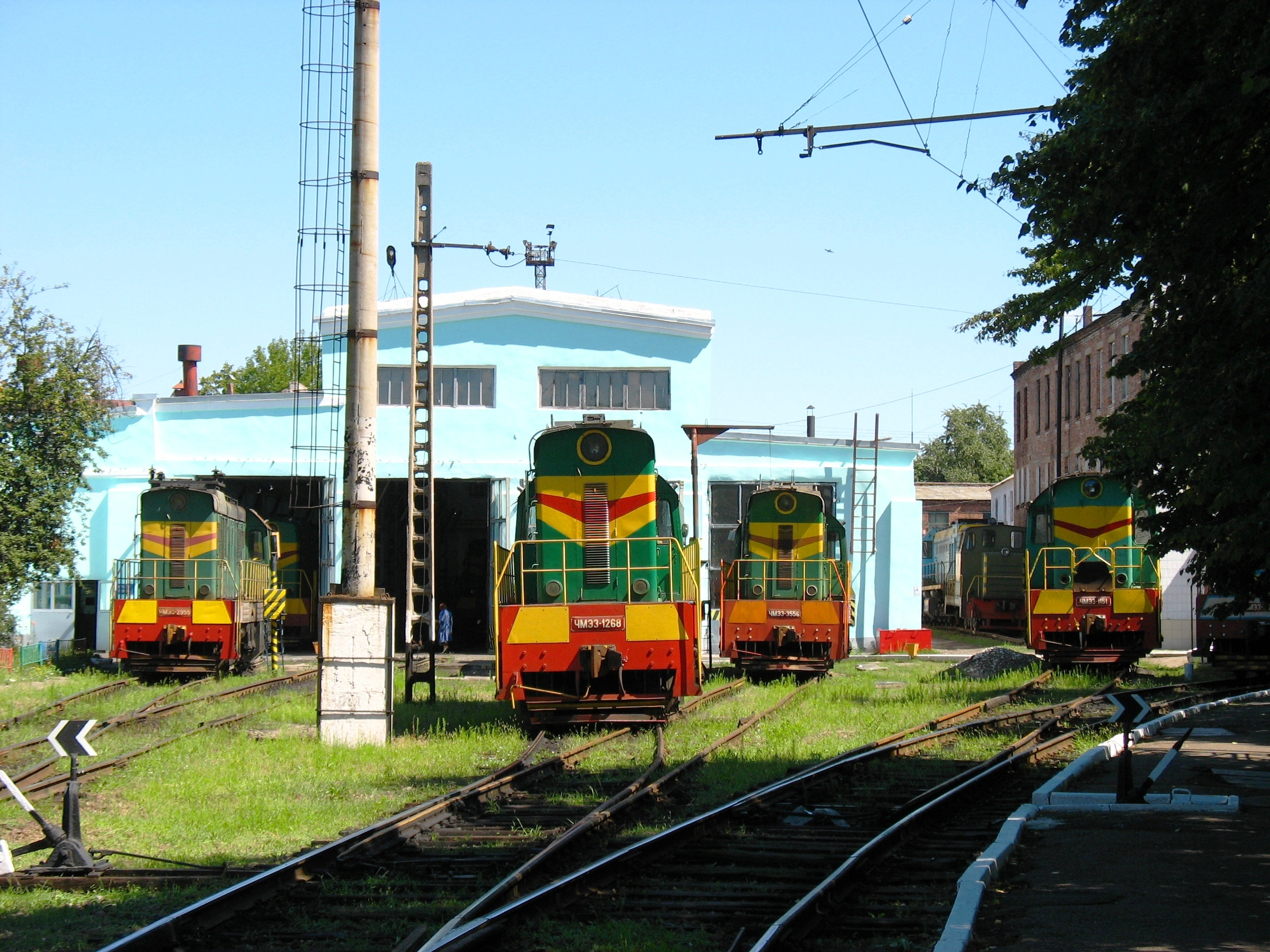
ЧМЕ3 у депо Слов'янськ
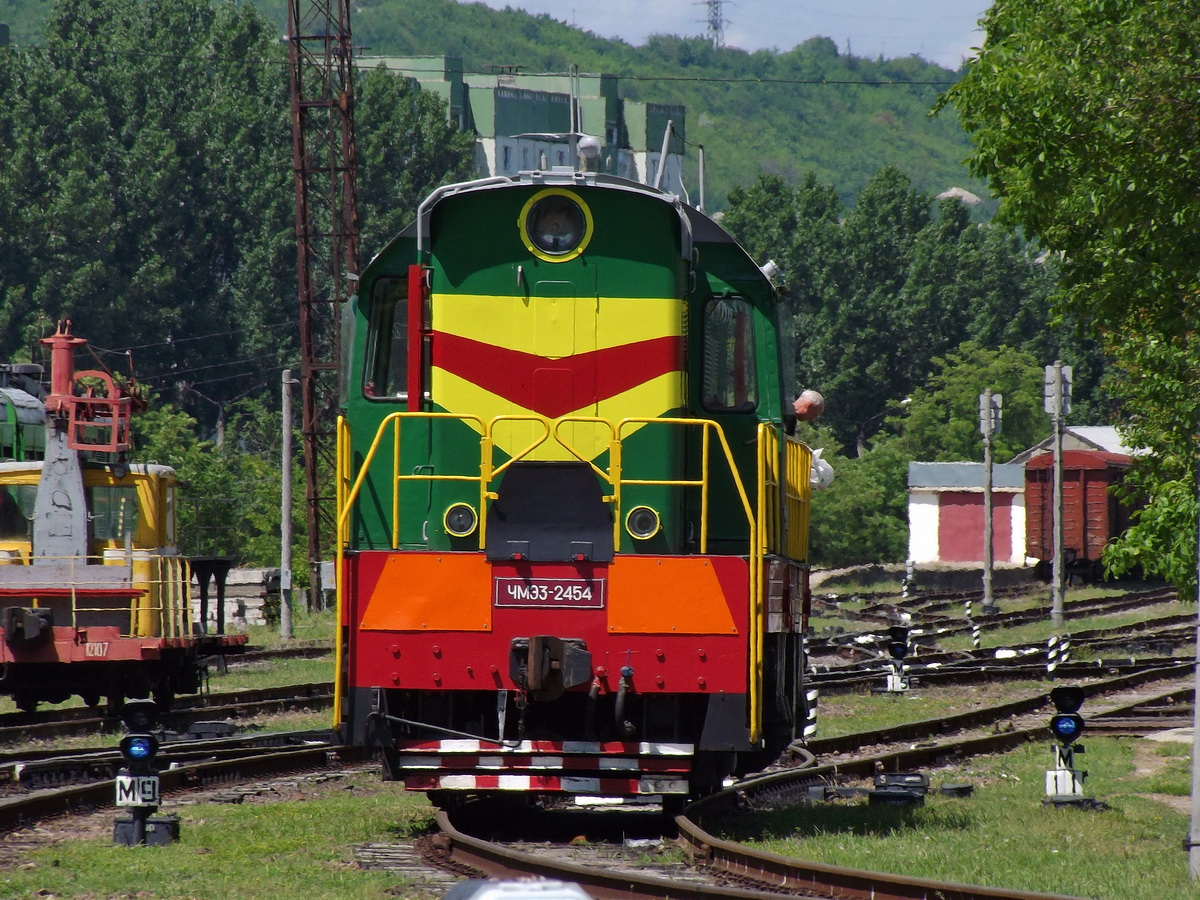
ЧМЕ3-2454, Придністров'я
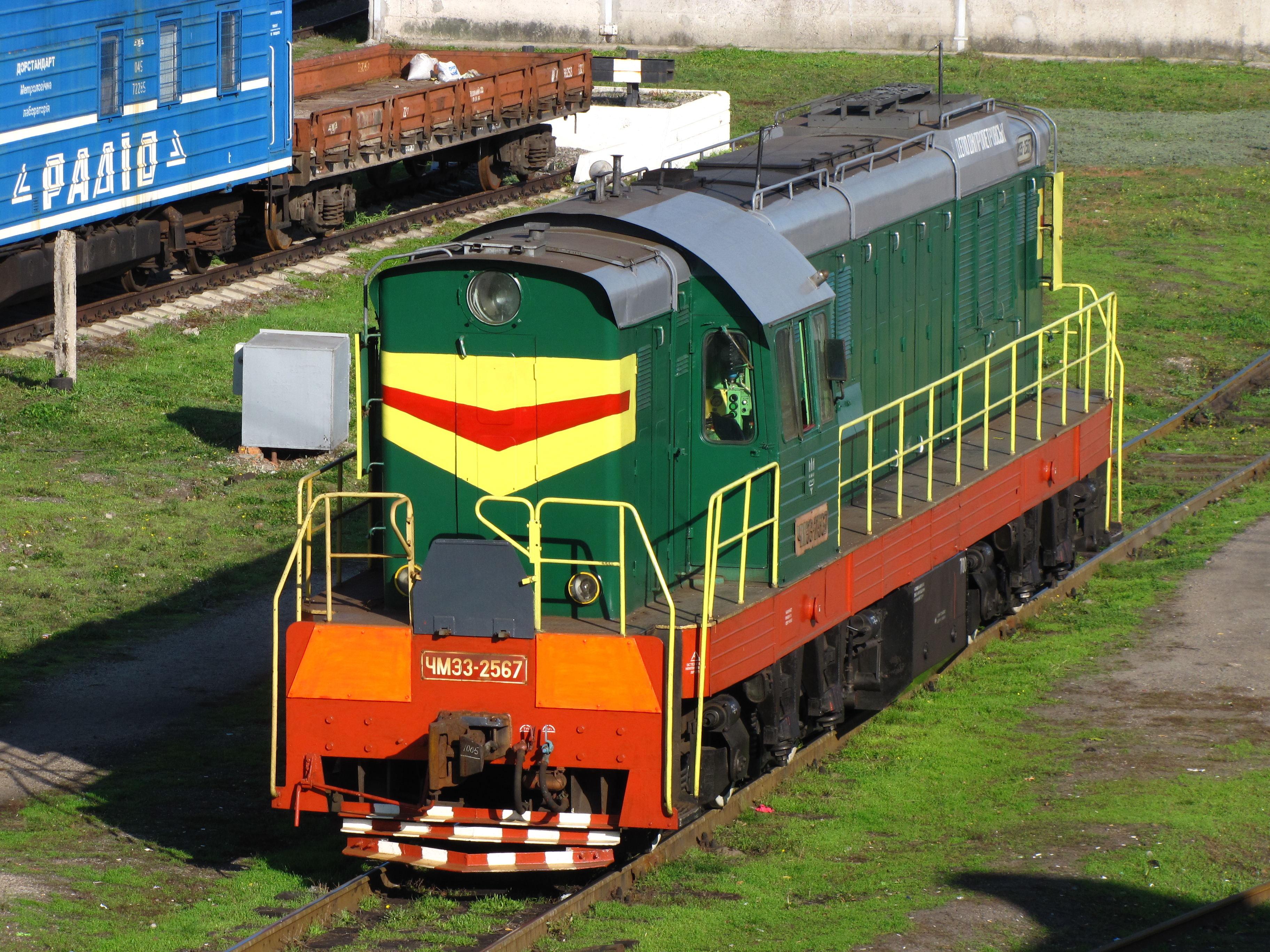
ЧМЕ3-2567, Дніпро-Головний
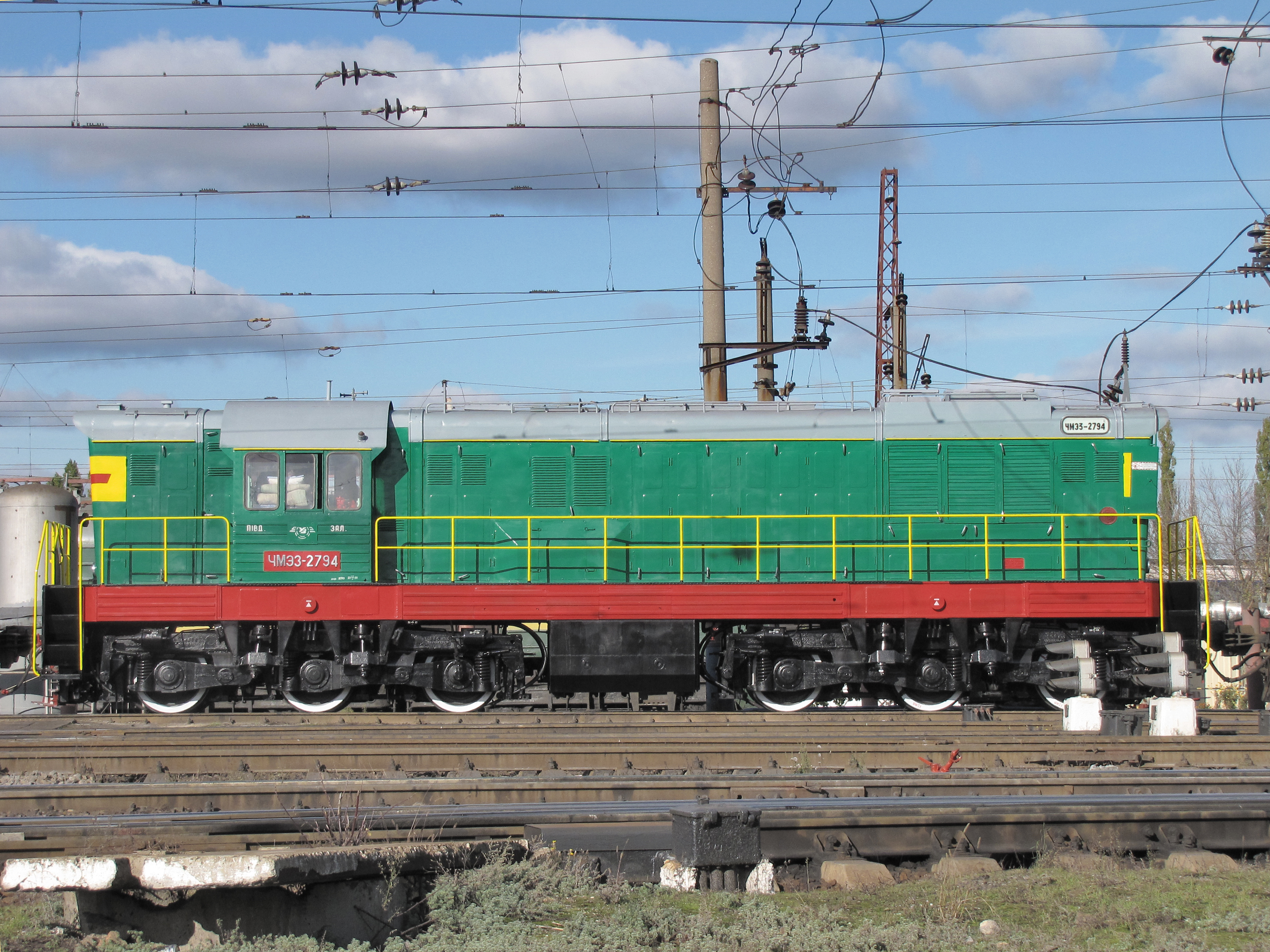
ЧМЕ3-2794, Дніпро
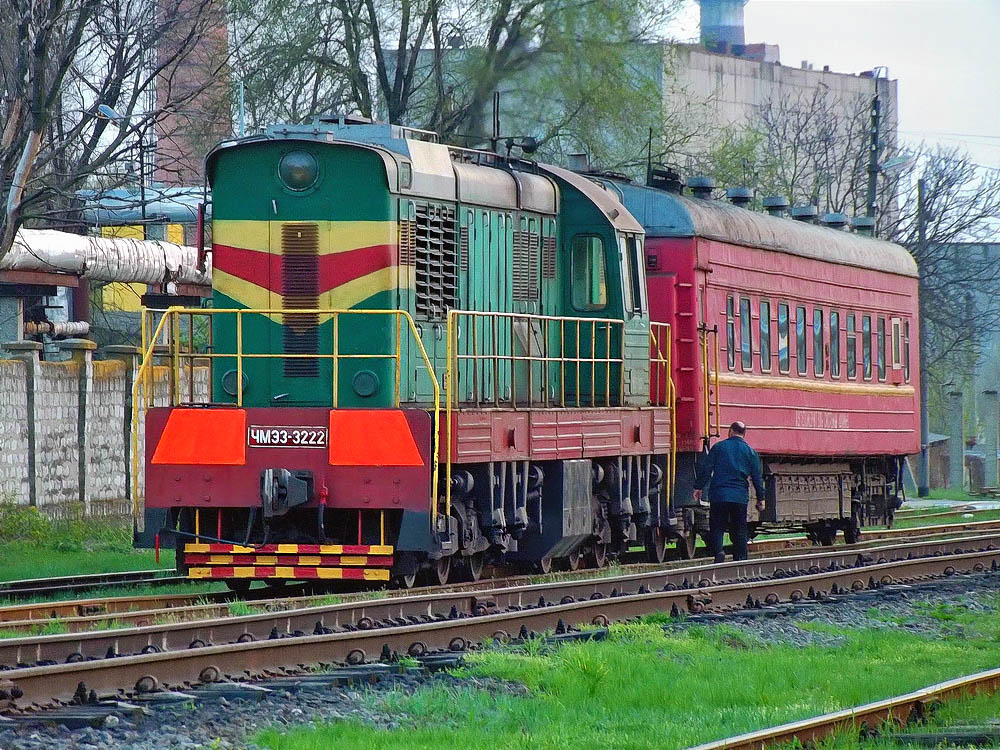
ЧМЕ3-3222, Calea Ferată din Moldova
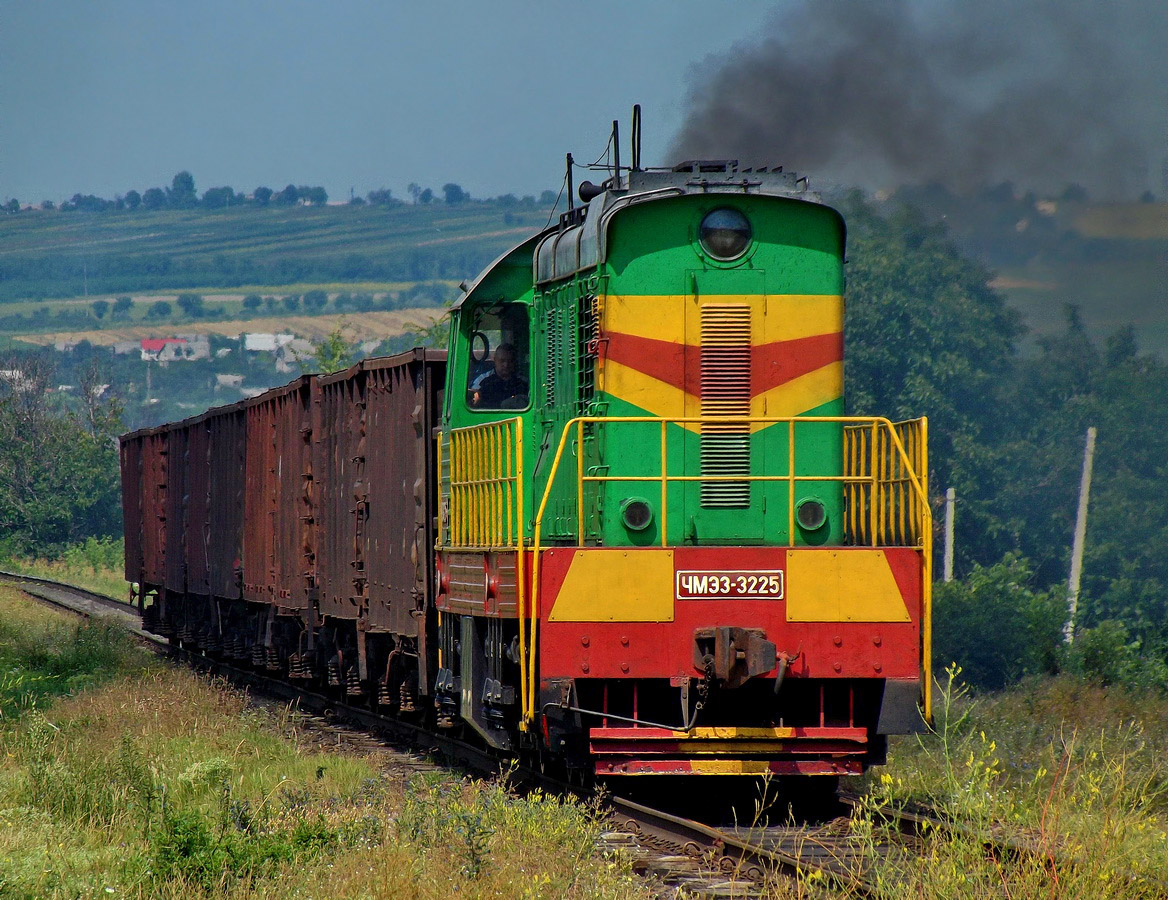
ЧМЕ3-3225, Calea Ferată din Moldova
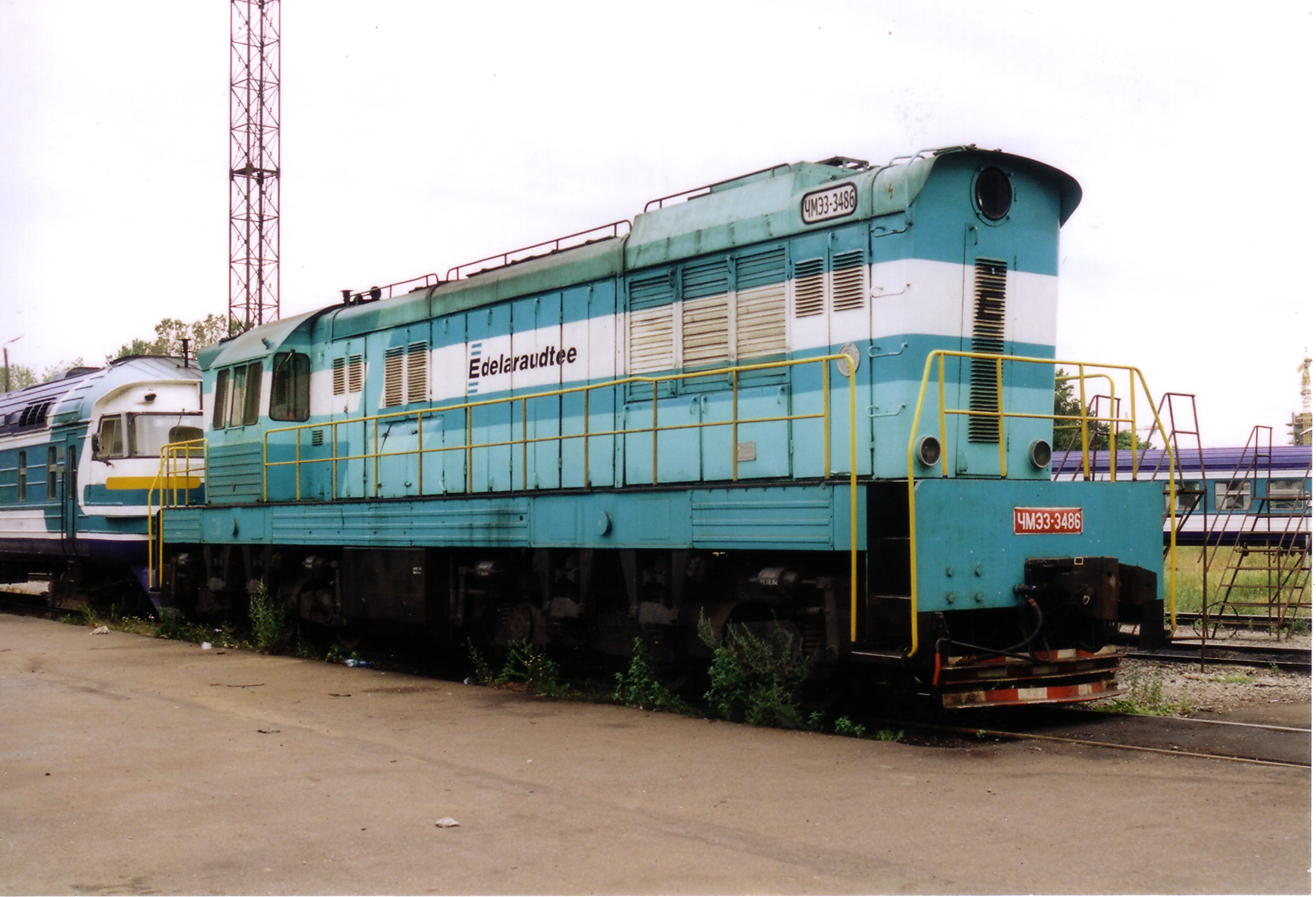
ЧМЕ3-3486, Естонія
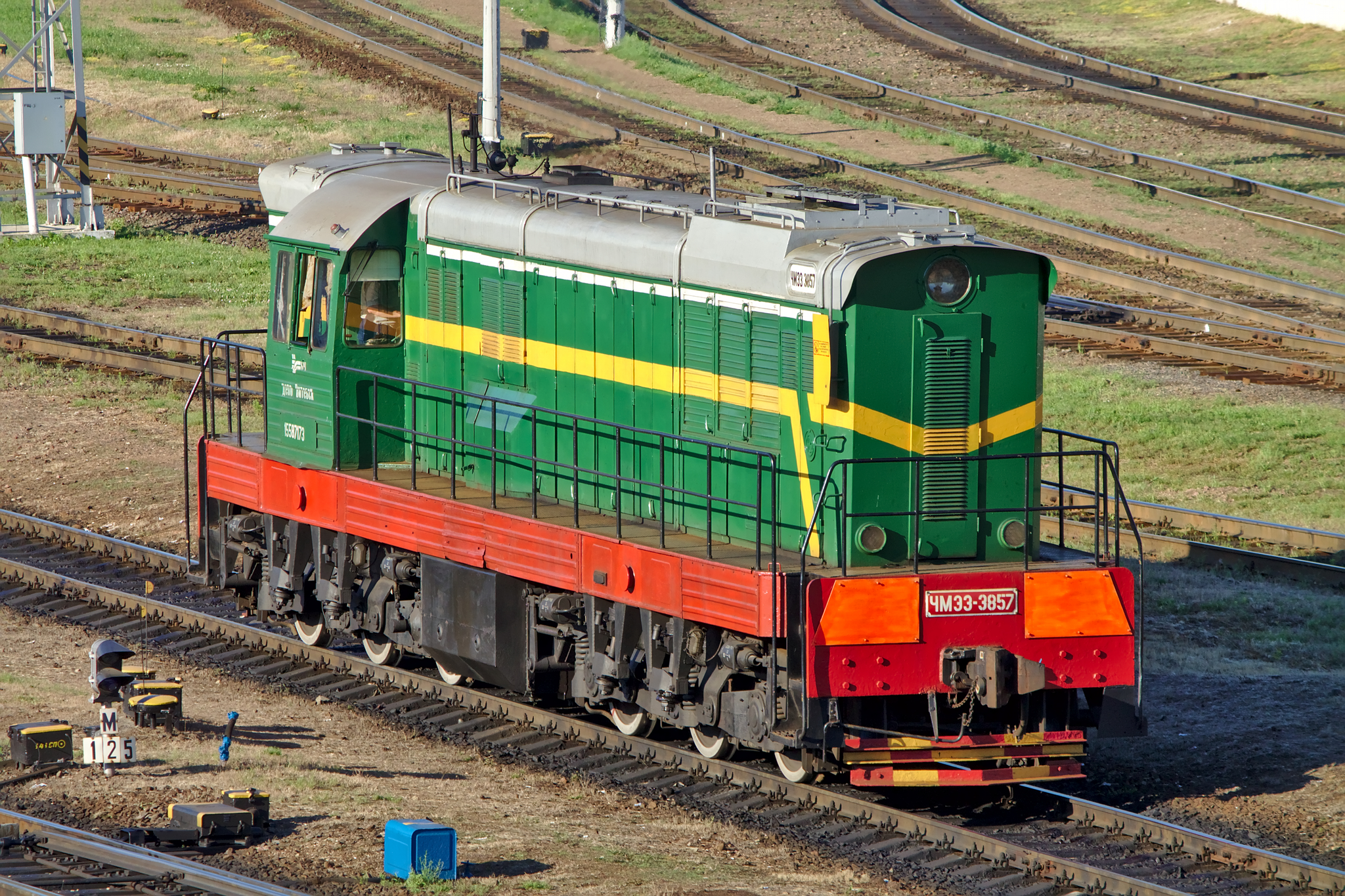
ЧМЕ3-3857, БЧ
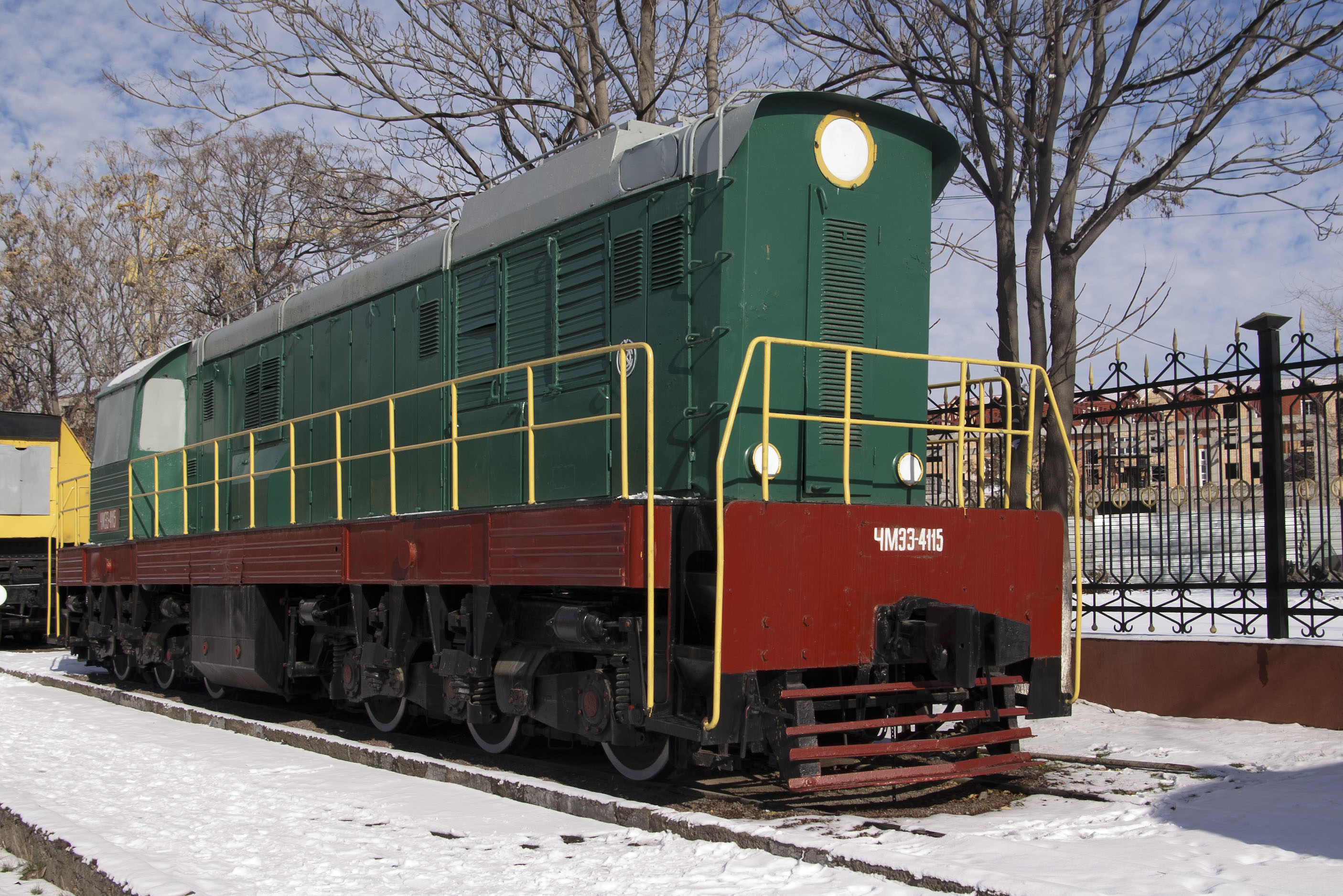
ЧМЕ3-4115, Ташкент
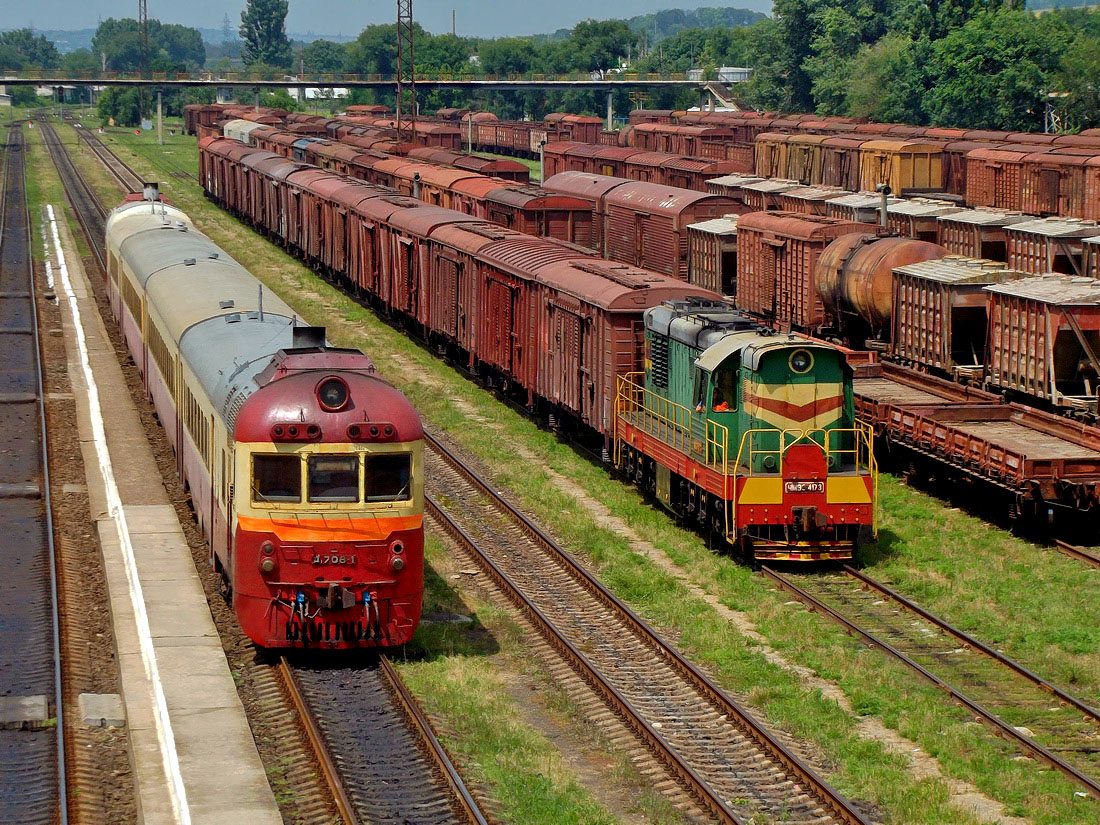
Д1-708 та ЧМЕ3-4173, Calea Ferată din Moldova
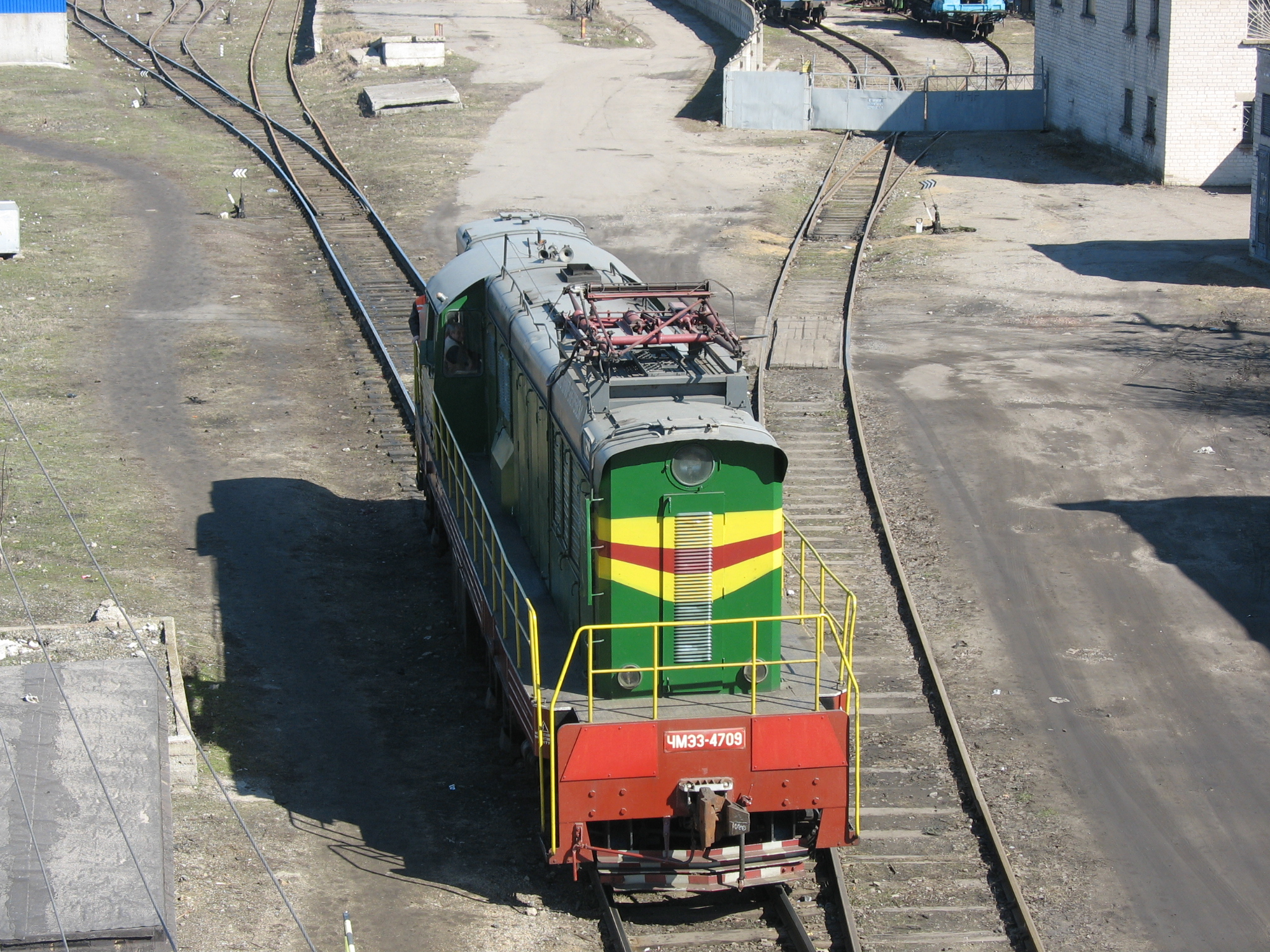
ЧМЕ3-4709, Дніпро-Головний
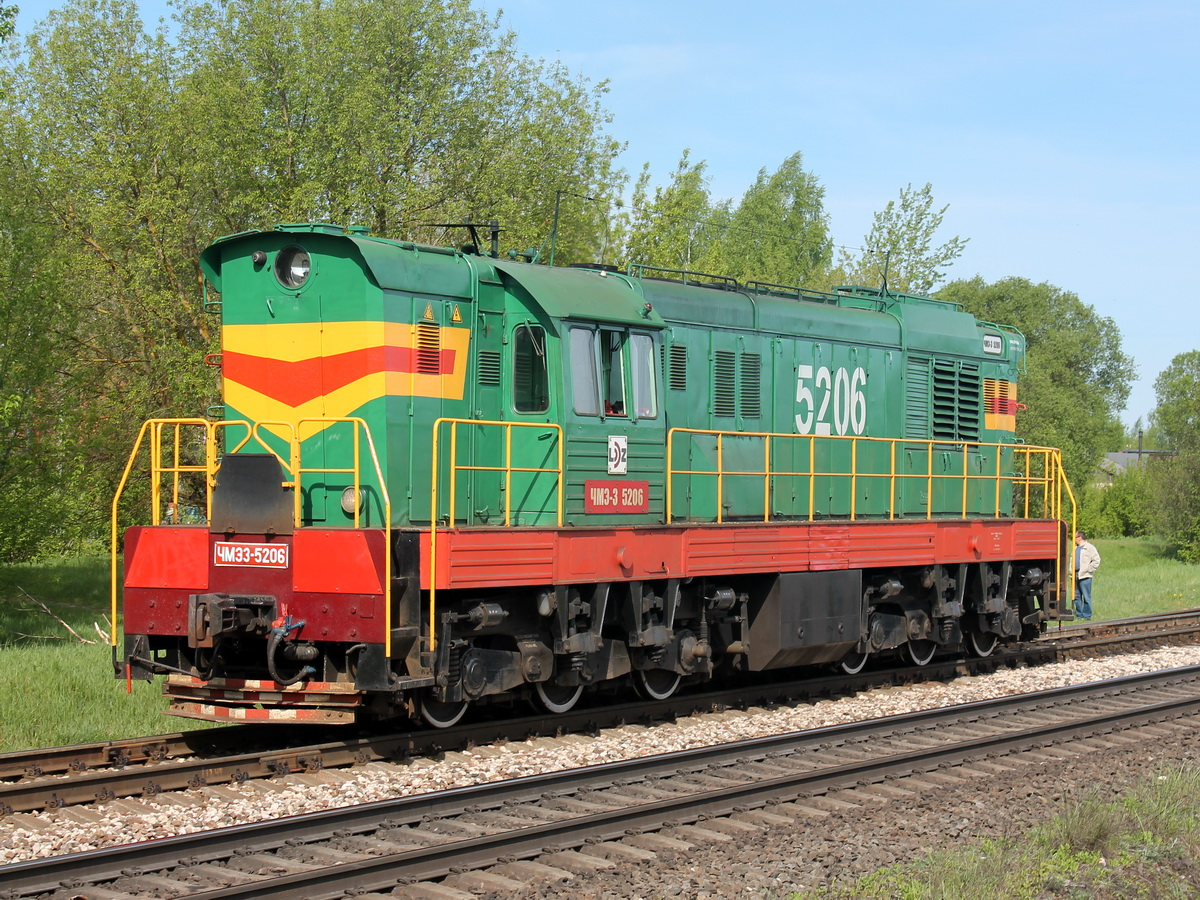
ЧМЕ3-5206, Латвія
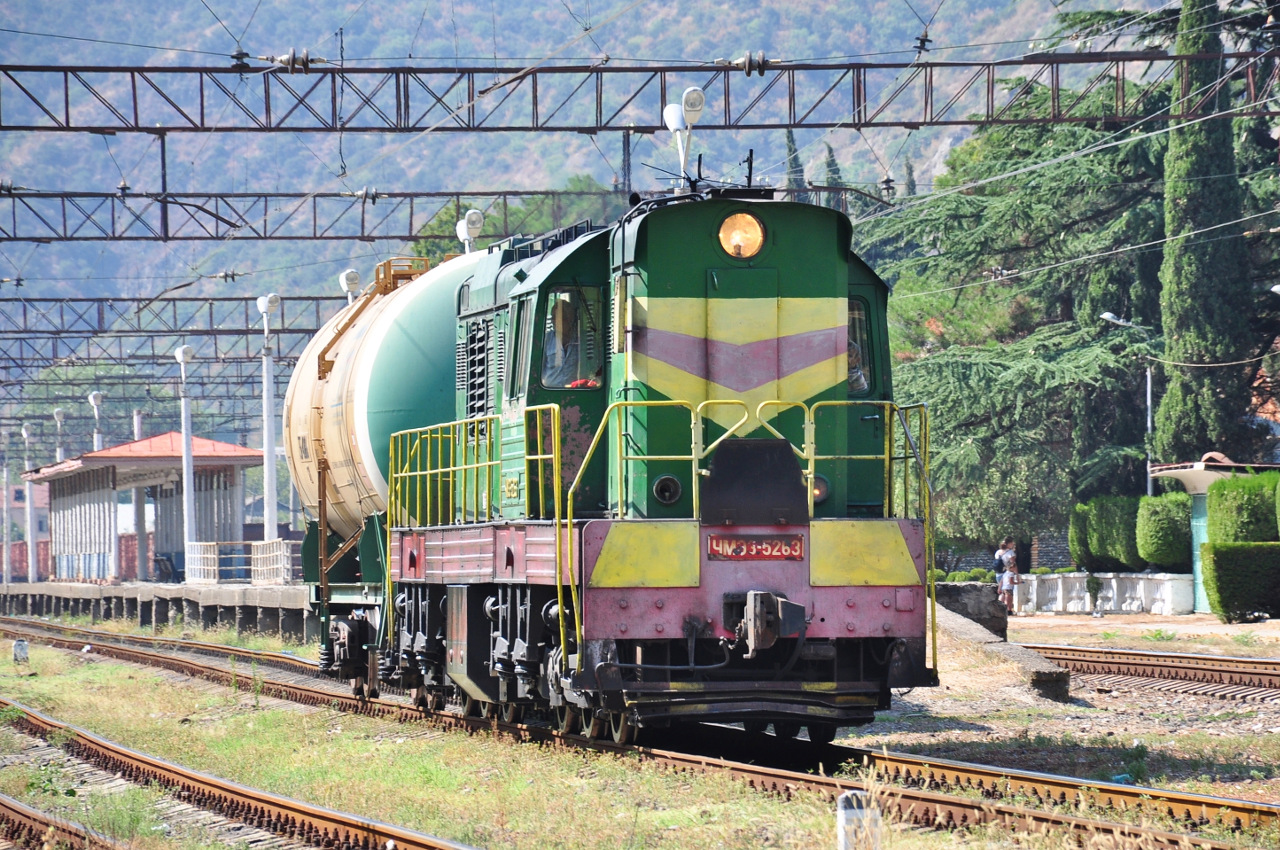
ЧМЕ3-5263, Грузія
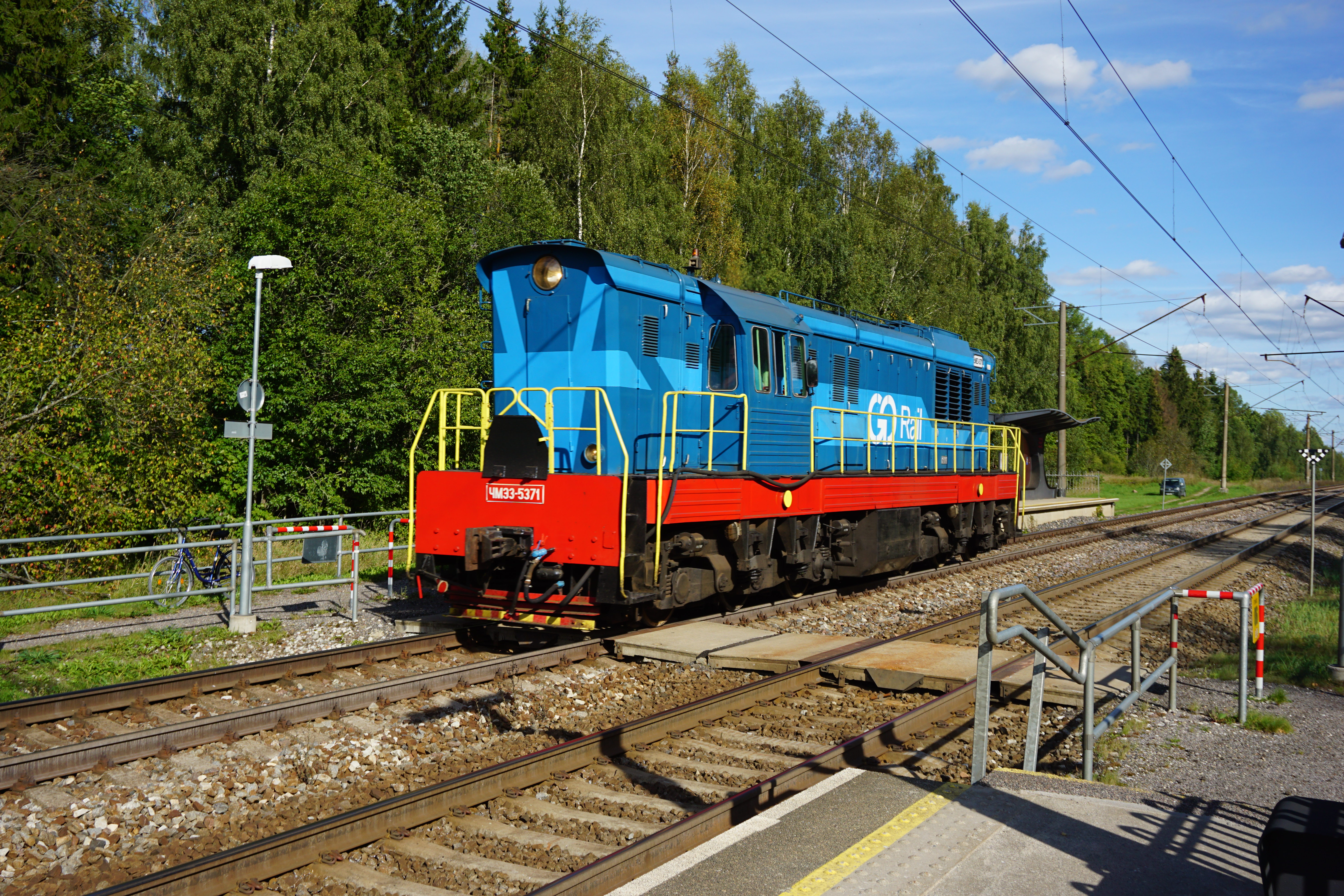
ЧМЕ3-5371, Естонія
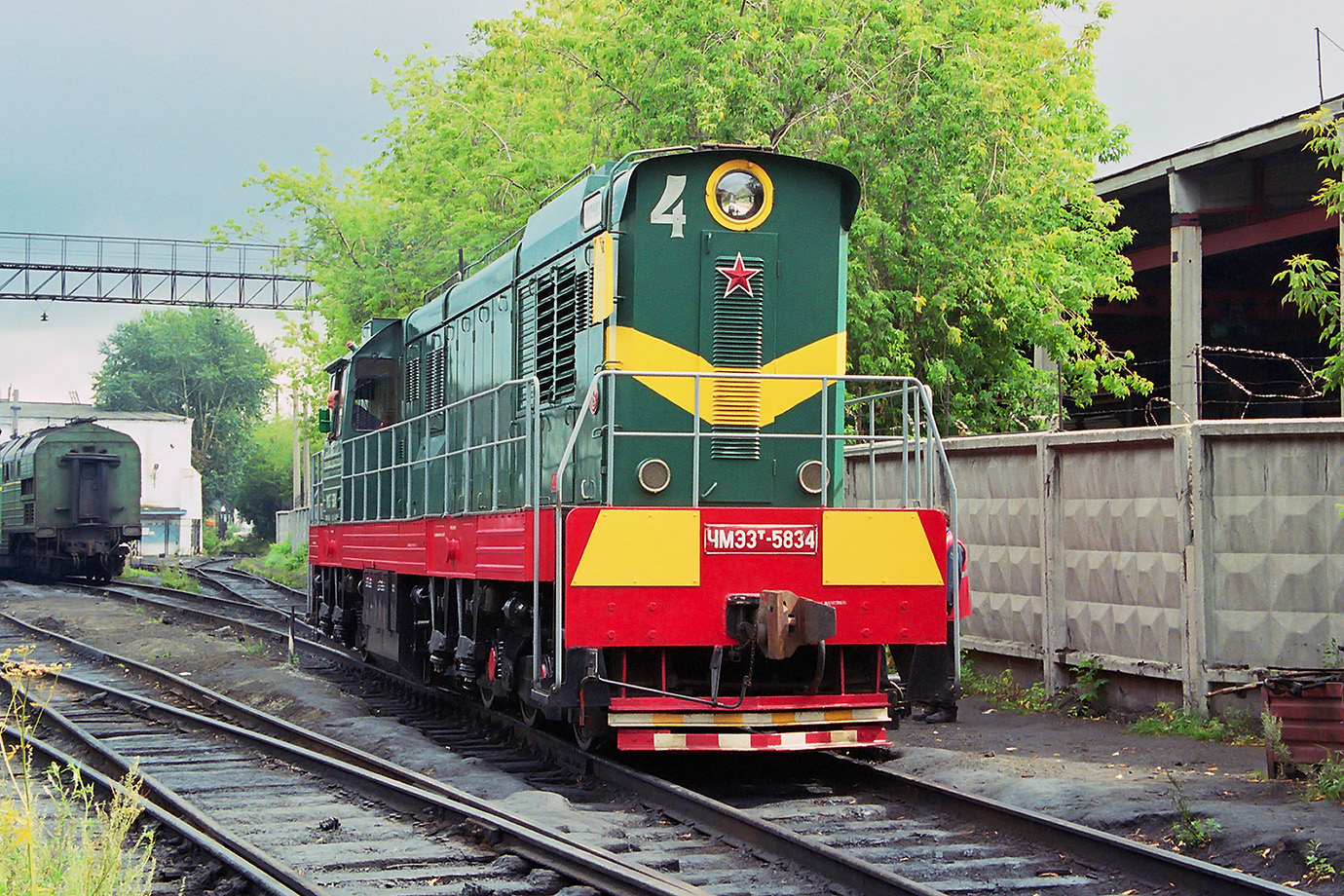
ЧМЕ3Т-5834, Росія
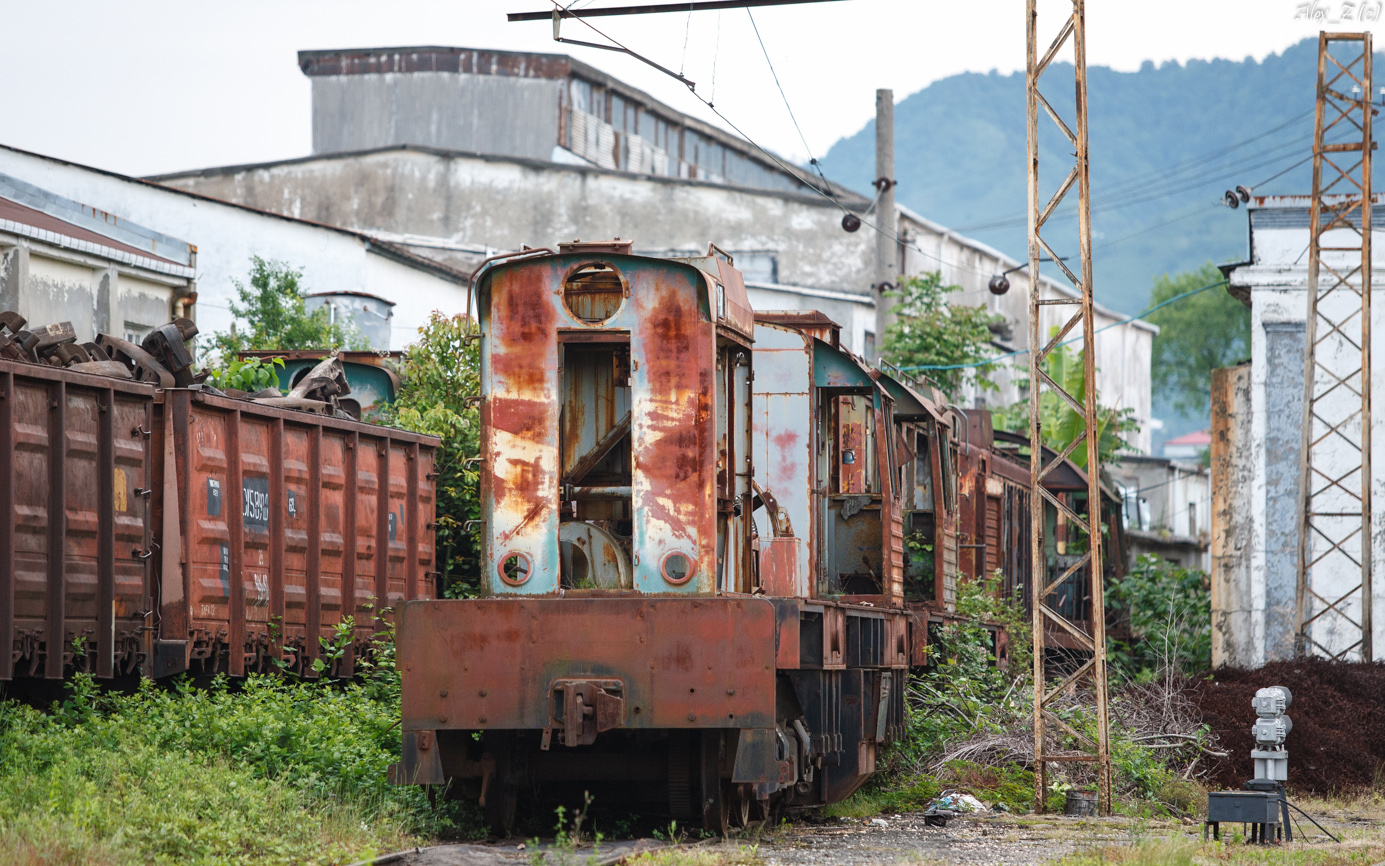
ЧМЕ3Т-5871, Грузія
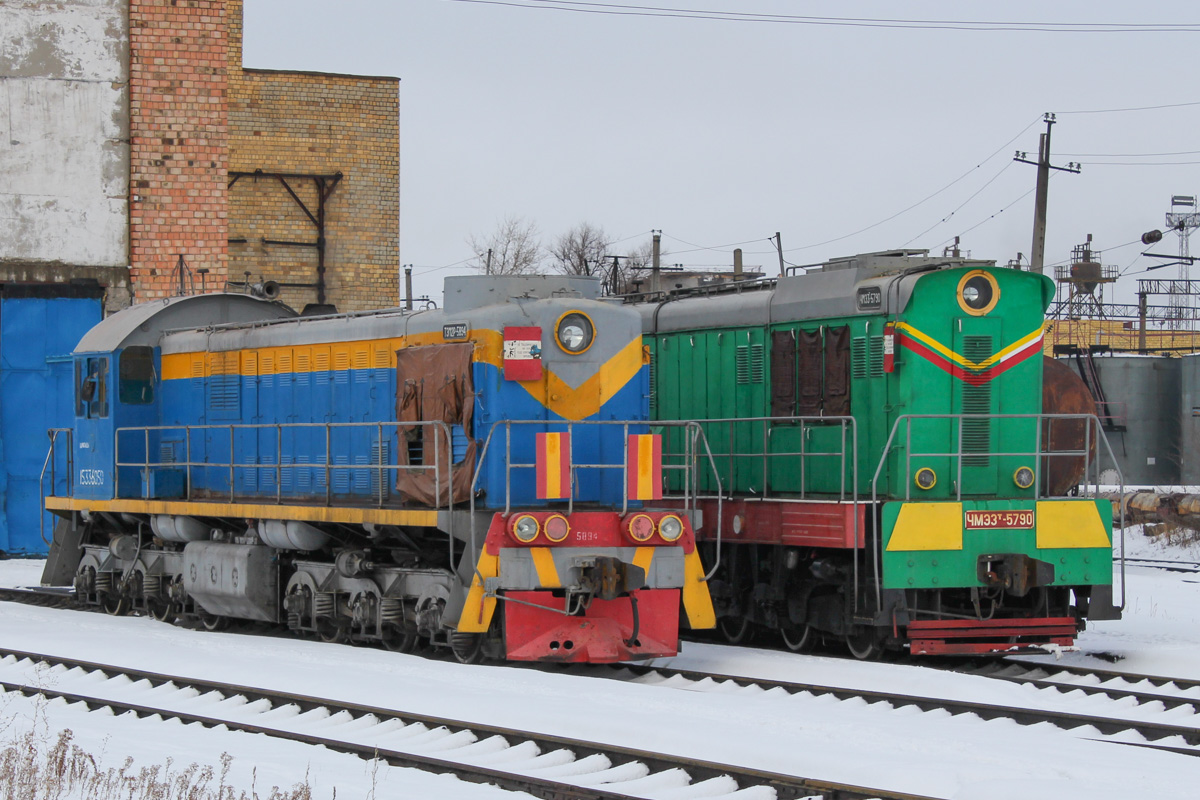
ТЕМ2-5894 ЧМЕ3Т-5790, Казахстан
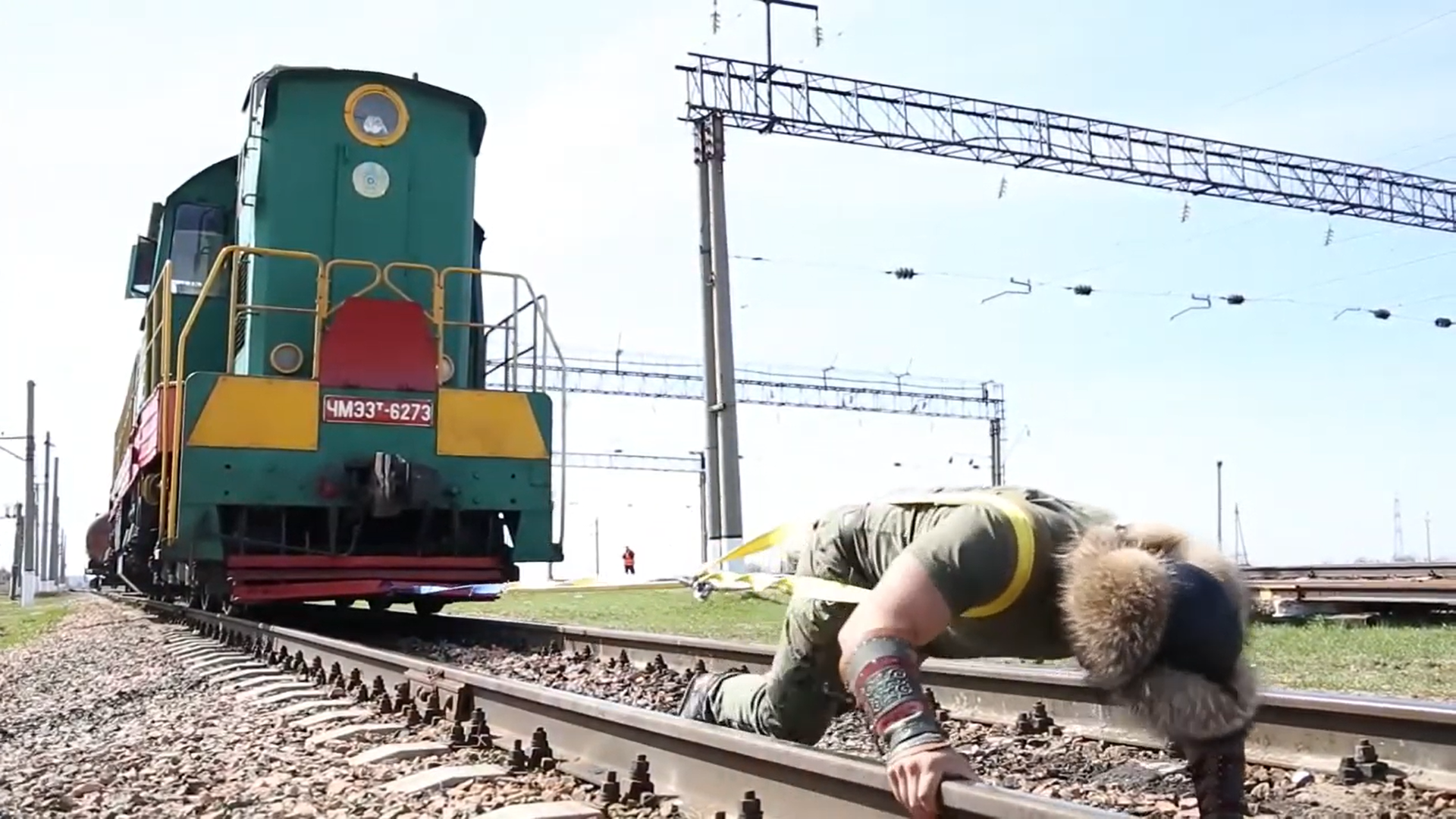
ЧМЕ3-6273, Казахстан
ЧМЕ3Е-6745, Литва
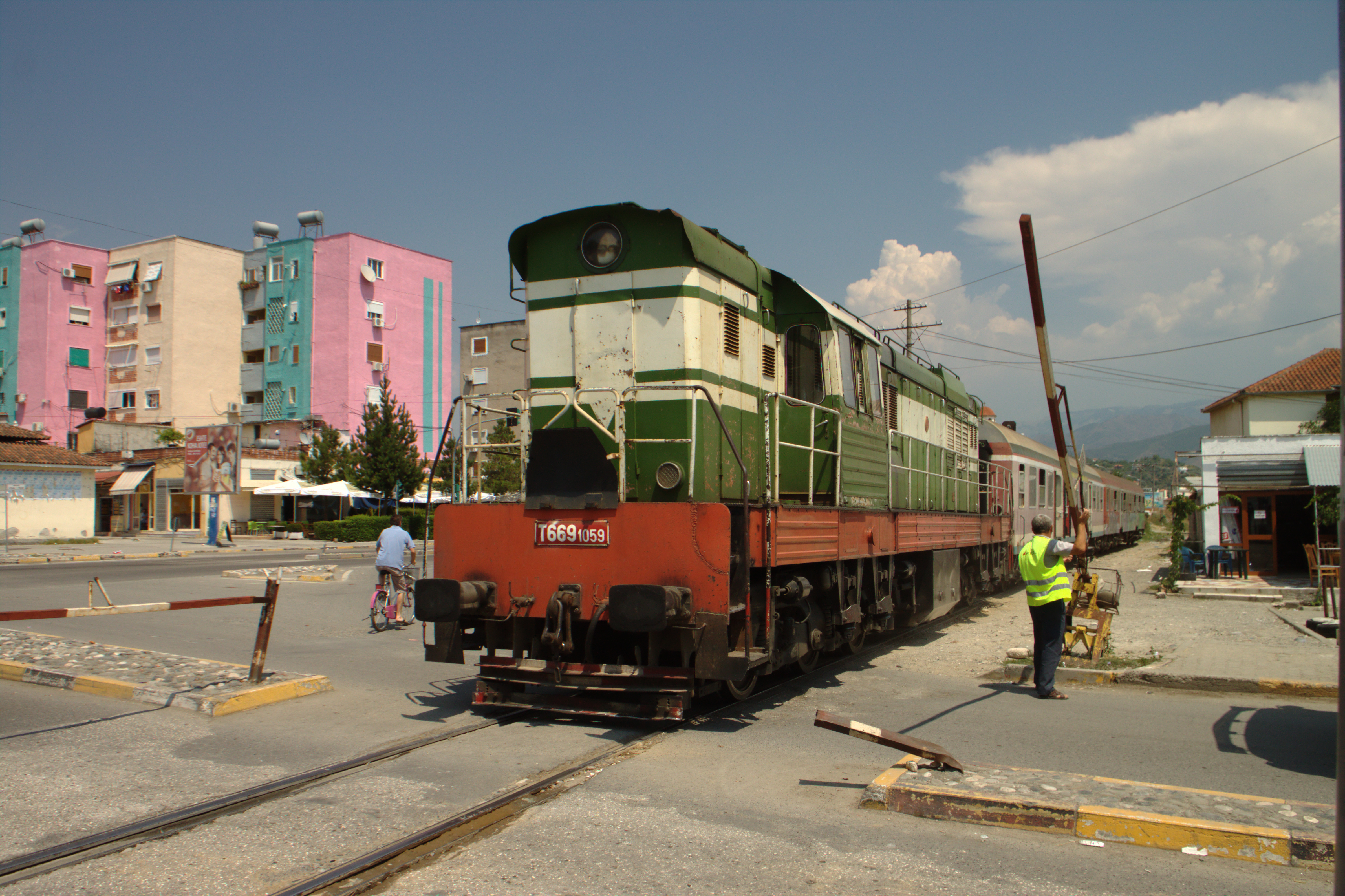
ЧМЕ3/T669, Албанія
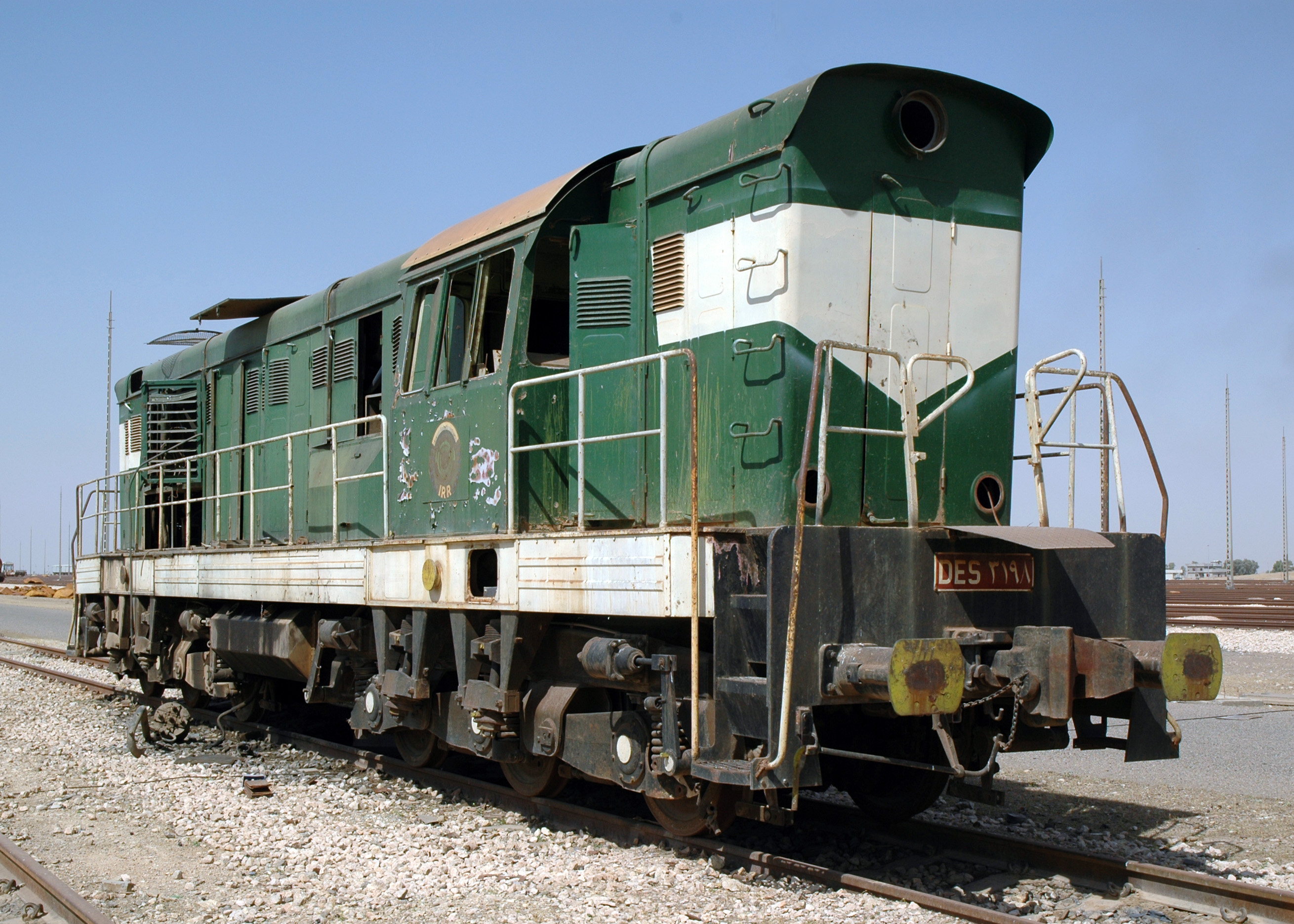
ЧМЕ3/DES 3100, Ірак